# To de concert
| Científic | Teoria música | Fr-Belga | Freq. (Hz) |
| --------- | ------------- | -------- | ---------- |
| A0        | A''           | La-1     | 27,5       |
| A1        | A'            | La0      | 55         |
| A₂        | A             | La1      | 110        |
| A₃        | a             | La₂      | 220        |
| A₄        | a'            | La₃      | 440        |
| A₅        | a''           | La₄      | 880        |
| A₆        | a'''          | La₅      | 1760       |
| A₇        | a''''         | La₆      | 3520       |
| A₈        | a'''''        | La₇      | 7040       |

En teoria de la música, el to de concert, to de cambra, to normal o to de diapasó, és el to de la nota «a'» de l'octava del pentagrama, amb el nom científic A₄. El to es va fixar internacionalment el maig de 1939 a Londres a una freqüència de 440 Hz. Això ho va fer un grup de científics i músics d'Alemanya, Anglaterra, França, Itàlia i Països Baixos. Suïssa i els Estats Units van assistir per escrit a la reunió.
El to de concert s'utilitza per poder coordinar els instruments musicals entre sí i és de gran importància per als constructors d'aquests instruments. El to de afinació es pot generar fàcilment amb un diapasó que produeix aquest to.

## Història

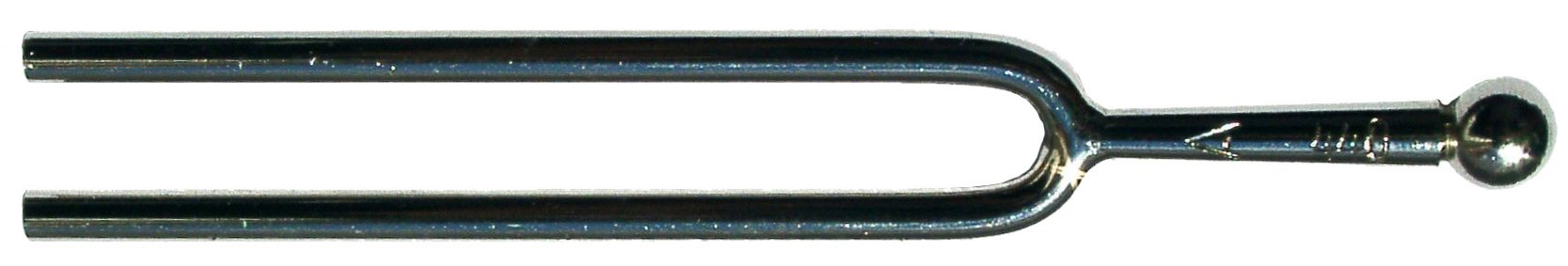
Diapasó (440 Hz)

El to estàndard de concert no sempre ha estat fixat. Se sap que el to de concert ha augmentat al llarg dels segles, però això només és una part de la història. Hi va haver òrgans que tenien un to d'afinació més elevat i que es van votar més tard. Els òrgans de l'església diferien enormement de la veu. Aquesta variació ha esdevingut cada cop més petita amb el pas del temps. A mesura que la gent viatjava més, va haver-hi la necessitat de més compatibilitat entre els instruments. Per exemple, si es portava una trompeta d'una església a una altra, es notava que aquell instrument sonava bé amb un orgue, però no amb l'altre. Amb la introducció del tren, la necessitat de normalització es va fer encara més gran i, alhora, els equips de mesura es van tornar cada cop millors, creant la possibilitat de concertar un estàndard viable. Per tant, no és d'estranyar que l'estàndard de 440 Hz no s'introduís fins al 1940.
Es pot comparar aquest desenvolupament amb el que es va fer per introduir l'estàndard de temps en els rellotges. Des de 1885, per aplicació científica es va establir que el to de concert (la nota A4) havia de tenir una freqüència de 440 Hz (estàndard d'una font de so específica a 20 °C; vegeu la taula de més avall) Per tant, la majoria de diapasons són de 440 Hz.
A causa de la revolució industrial i posteriorment de la revolució electrònica, el to de concert s'ha estandarditzat a tot el món. Per la seva riquesa en so i reproducció, els teclats electrònics s'han popularitzat arreu del món i per això el to de 440 Hz s'ha convertit en l'estàndard en una gran varietat de tipus de música.
Al llarg dels segles, l'alçada del to de concert ha variat molt. Informalment, la indústria musical americana va arribar a un compromís de 440 Hz per a la construcció d'instruments musicals. Aquest valor va ser assumit el 1936 per l'American Standards Association. El 1955, en una conferència internacional a Londres, es va prendre la decisió d'utilitzar els 440 Hz com a estàndard i va ser confirmada el 1975) per l'Organització Internacional per a la Normalització, coneguda com a ISO 16.

## Variacions dels tons de concert
A la següent taula es mostra la diversitat dels tons de concert al llarg dels anys.
| Freqüències dels diferents tons de concert | Freqüències dels diferents tons de concert | Freqüències dels diferents tons de concert | Freqüències dels diferents tons de concert |
| Any                                        | País o lloc                                | Freqüència                                 | Nota |
| ------------------------------------------ | ------------------------------------------ | ------------------------------------------ | --- |
| Fins al voltant de 1500                    |                                            | 400-500 Hz                                 | Sense cap norma |
| 1500-1670                                  |                                            | 466                                        | Un semitó superior a 440 Hz |
| 1650                                       | França                                     | 415                                        | El to d'origen parisenc (aquest és un to inferior als 466 Hz) |
| 1760-1820                                  | -                                          | 440                                        | Augmenta fins al to normal actual (un altre semitó superior a 415 Hz) |
| 1820                                       | Alemanya                                   | 423                                        | - |
| 1820                                       | Àustria                                    | 434                                        | |
| 1859                                       | París                                      | 435 (a 15 °C)                              | Tal com estableix el comitè de tons internacional (correspon a 440 Hz a 20 °C aproximadament, temperatura a la que els instruments de vent, com l'òrgan de tubs, treuen l'aire cap al medi) |
| 1850-1896                                  | Anglaterra                                 | 453                                        | Antic to filharmònic |
| 1880                                       | Alemanya                                   | 494                                        | |
| 1880                                       | Àustria                                    | 447                                        | |
| 1897-1939                                  | Anglaterra                                 | 439                                        | Nou to filharmònic |
| 1939                                       | Anglaterra                                 | 440                                        | To estàndard americà (pitch standard americà) |
| fins al 1950                               | Països Baixos                              | 451                                        | Antic to d'harmonia |
| al voltant del 1950                        |                                            | 440-445                                    | Actualment moltes orquestres modernes toquen per sobre de 440 Hz i molts instruments estan construïts ad hoc.                                                                               |

## Tons d'afinació
Es poden utilitzar els tons següents per poder ajustar els instruments:
| 431 Hertz (?·pàg.) | 432 Hertz (?·pàg.) | 433 Hertz (?·pàg.) | 434 Hertz (?·pàg.) |
| 435 Hertz (?·pàg.) | 436 Hertz (?·pàg.) | 437 Hertz (?·pàg.) | 438 Hertz (?·pàg.) |
| 439 Hertz (?·pàg.) | 440 Hertz (?·pàg.) | 441 Hertz (?·pàg.) | 442 Hertz (?·pàg.) |
| 443 Hertz (?·pàg.) | 444 Hertz (?·pàg.) | 445 Hertz (?·pàg.) | 446 Hertz (?·pàg.) |

## To de cambra
La designació de to de cambra fa referència a les sales en les quals es solia fer música principalment. Oposat amb el to de cambra hi havia el to d'església, també anomenat to d'orgue o de cor. La relació entre els dos tons no sempre era clara. De vegades, estaven equilibrats els uns amb els altres, però hi havia casos en que es podien diferenciar un to sencer. Per cert, també hi havia el to de concert i el to d'òpera. Al voltant de 1880 la distinció va desaparèixer.

## 432Hz
El 1985 es va publicar la primera edició de Von Intervallen, Tonleitern, Tönen und dem Kammerton, posteriorment reeditada per l'editorial antroposòfica Verlag am Goetheanum. Amb el títol Intervals, Scales, Tones And the Concert Pitch c = 128 Hz, el llibre està publicat en anglès per Temple Lodge Press (també especialitzat en elaboracions de les idees de Rudolf Steiner). L'autora, la violinista alemanya-nord-americana Maria Renold (1917-2003) que s'havia criat a Nova York en cercles antroposòfics, es va inspirar en declaracions del fundador de l'antroposofia, Rudolf Steiner, sobre el perfecte humor dels concerts. Aquest to seria c = 128 Hz, que segons Steiner seria el mateix que la nota «Sol»-A4 (el primer A en un piano de concert per sobre del centre C) rep així la freqüència (arrodonida) de 432 Hz. Segons Renold, aquesta és una freqüència ideal, que també relaciona en el seu llibre amb diversos valors numèrics que es produeixen a l'univers i a la natura. Un experiment que va dur a terme durant un període de vint anys i un total de prop de dos mil participants (no es coneix cap recerca de rèplica) demostraria a més a més que el 90% dels oients que van escoltar diferents octaves en dos monocords ajustats amb A₄ = 432 Hz, preferien els d'aquesta freqüència comparats amb altres monocords ajustats a 440 Hz. (Els monocords consistien en una corda muntada sobre una caixa de ressonància, encara que el disseny no queda clar al seu llibre). Luciano Pavarotti i Renata Tebaldi van defensar, per raons pragmàtiques, els 432 Hz com a to de concert per preservar la seva veu. El director búlgar Ivan Yanakiev va fundar la 432 Orchestra amb l'objectiu de divulgar el to de concert de 432 Hz a tot el món.

## Curiositats
El to de 440 Hz va ser ofert fins als anys 70 pel districte telefònic de la Haia. Marcant un número determinat, es podia sentir el to durant uns minuts. També es va poder trucar a aquest número des d'altres llocs, però, a causa de l'ús de modulació de banda única per a connexions de llarga distància, no es podia garantir que se sentís el to correcte.